# ياماها واي زد أف -آر1
ياماها واي زد أف -آر1 هي دراجة رياضية من إنتاج شركة ياماها موتور منذ 1998 حتى الآن.